# Юрі Конфортола
Юрі Конфортола (італ. Yuri Confortola, нар. 24 квітня 1986, Тірано, Італія) — італійський шорт-трекісткіст, срібний призер Олімпійських ігор 2022 року, чемпіон Європи.

## Олімпійські ігри
| Рік  | Місто                     | 500 метрів | 1000 метрів | 1500 метрів | Е | ЗЕ  |
| ---- | ------------------------- | ---------- | ----------- | ----------- | - | --- |
| 2006 | Турин, Італія             | —          | —           | —           | 4 | Н/Д |
| 2010 | Ванкувер, Канада          | 30         | 9           | 13          | 8 | Н/Д |
| 2014 | Сочі, Росія               | 21         | 15          | 14          | 8 | Н/Д |
| 2018 | Пхьончхан, Південна Корея | 21         | 7           | PEN         | — | Н/Д |
| 2022 | Пекін, Китай              | —          | —           | 10          | 3 | 2   |